# Yunnanilus nigromaculatus
Yunnanilus nigromaculatus е вид лъчеперка от семейство Nemacheilidae. Видът е застрашен от изчезване.

## Разпространение
Разпространен е в Китай (Юннан).

## Описание
На дължина достигат до 7,7 cm.
Популацията на вида е намаляваща.